# Комиссар Роман
Миха́й Рома́н (рум. Mihai Roman) — комиссар полиции в исполнении румынского актёра Илариона Чобану в фильмах «Чистыми руками» (Cu mâinile curate; 1972), «Последний патрон» (Ultimul cartuş; 1973), «Заговор» (Conspiratia; 1973), «Трудный путь на Типперари» (Departe de Tipperary; 1973), «Капкан» (Capcana; 1974). В отличие от своего друга и подчинённого, принципиально беспартийного Миклована, Роман всегда был коммунистом. С Миклованом их пути ещё в молодости, в предвоенные годы пересекались на спортивной арене, когда они оба играли в национальной лиге регби, но тогда они не запомнили друг друга. Зрителю известно о Романе, что он фронтовик и вернулся с войны незадолго до событий, описываемых в фильмах.
В двух из этих фильмов — «Чистыми руками» и «Последний патрон» — персонаж является другом и начальником комиссара полиции Миклована, которого в «Последнем патроне» убивают. Фильм «Капкан» также выходил на советские экраны: в нём Роман в одиночку расправляется с антикоммунистической бандой, захватившей деревушку Фонтенелли в румынских Карпатах. В ходе перестрелки Романа тяжело ранят, но он не погиб. Ранее в «Последнем патроне» Роман показывает хорошее знание Православного Канона, когда для разоблачения банды торговца Семако он отправился в отдалённый монастырь под видом монаха из другого, разбомблённого монастыря. Там он быстро освоился с местной братией, и вскоре, по благословению настоятеля, уже служил вечерню.
Фильмы «Заговор» и «Трудный путь на Типперари» в советский прокат не выходили и на русский язык в советские годы не переводились.